# Gradadverbial
Gradadverbial är en satsdel (ett adverbial) som i det mest typiska fallet utgör en bestämning till ett adjektiv eller ett adverb, exempelvis Karin är påfallande vacker, Karin sjunger påfallande vackert, där påfallande är gradadverbialet. Förutom adverb kan gradadverbialet utgöras av prepositionsfras, till exempel i stor utsträckning, i viss mån.
Även i exempel som
- Läkaren jobbar mycket
- Vinkeln minskade något

där mycket resp. något står som bestämning till verb, karakteriseras dessa ord ofta som gradadverbial, medan innerligt i frasen älska innerligt snarare analyseras som sättsadverbial. Även gränsen mellan gradadverbial och måttsadverbial är stundom oklar.